# Auch
Auch (pronunciado /ɔʃ/; en occitano: Aush pronunciado [awʃ]; en euskera: Auski) es una ciudad y comuna francesa, prefectura del departamento de Gers, en la región de Occitania.

## Geografía
Esta ciudad es atravesada por el río Gers, que desemboca en el Garona. Auch es la capital histórica de la Gascuña.
El río Gers parte Auch entre la Ciudad Alta, orilla derecha, donde se encuentra la ciudad medieval construida sobre una colina y donde se halla la mayor parte de los monumentos, y la Ciudad Baja, llana. La "Ville Haute" (Ciudad Alta) posee típicas calles estrechas con escaleras.

## Demografía
| 8 444 | 7 696 | 8 918 | 9 670 | 10 867 | lac. | 12 323 | 12 141 | 12 001 | 11 899 | 12 500 | 13 087 | 13 785 | 14 186 | 15 090 | 14 782 | 14 838 | 13 939 | 13 526 | 13 638 | 11 825 | 12 272 | 12 567 | 13 313 | 15 253 | 16 382 | 18 918 | 21 462 | 23 185 | 23 258 | 23 136 | 21 838 | 21 704 |
| Para los censos de 1962 a 1999 la población legal corresponde a la población sin duplicidades (Fuente: INSEE [Consultar]) |       |       |       |        |      |        |        |        |        |        |        |        |        |        |        |        |        |        |        |        |        |        |        |        |        |        |        |        |        |        |        |        |

## Historia
Auch debe su nombre a los Auscii, nombre latino de una tribu  aquitana que ocupaba un promontorio rocoso junto al río Gers llamado Eliumberrum. Tras la guerra de las Galias el promontorio fue abandonado en favor del valle, donde se estableció Augusta Auscorum (en honor del emperador Augusto), que se transformó en una metrópoli regional de la provincia romana de Novempopulania. Después del saqueo de la villa principal de la provincia, Eauze, Augusta  Auscorum pasó a ser el principal centro urbano y administrativo.
Con la llegada del cristianismo, Auch fue lógicamente erigida en obispado y después en arzobispado. Durante la Edad Media, Auch fue la capital de los condes de Armagnac (siglos X y XI). La villa fue perdida y retomada en múltiples momentos por las querellas entre los poderes eclesiásticos, municipales y señoriales. El blasón de la ciudad revela aún hoy la lucha entre el león rampante rojo (blasón de los Armagnacs) y el cordero (símbolo de los arzobispos).

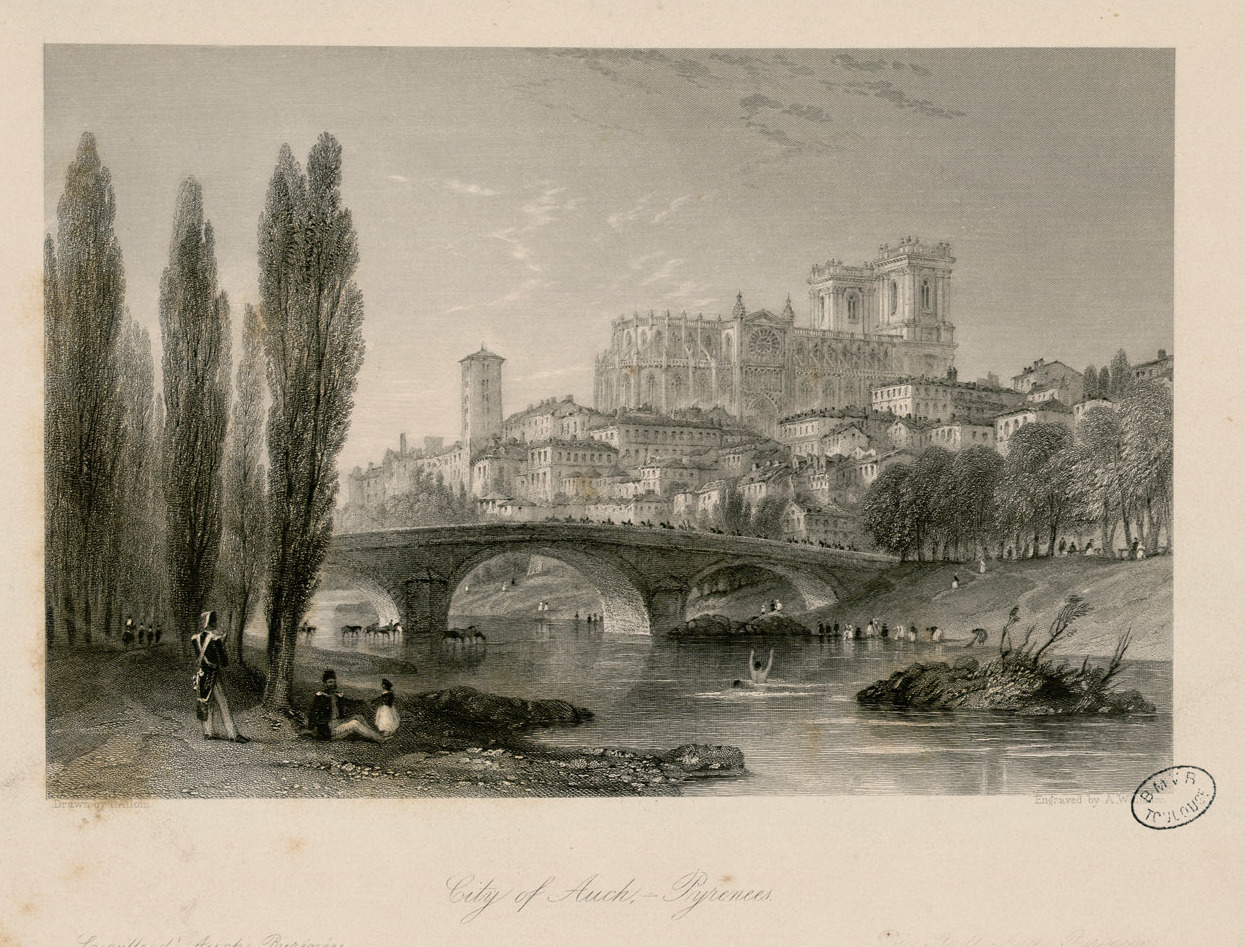
Vista de Auch en el

Para mostrar su poder los arzobispos (especialmente Francisco de Saboya) hicieron construir sobre las ruinas de la antigua catedral románica incendiada, una de las más majestuosas catedrales del suroeste de Francia (siglos XV-XVI), la catedral de Sainte-Marie d'Auch, que domina la ciudad con sus proporciones gigantescas.
En los siglos XVII y XVIII, bajo Luis XV, el intendente d'Étigny transformó la ciudad con la construcción del Ayuntamiento, la sede de la Intendencia y el paseo.

## Lugares de interés

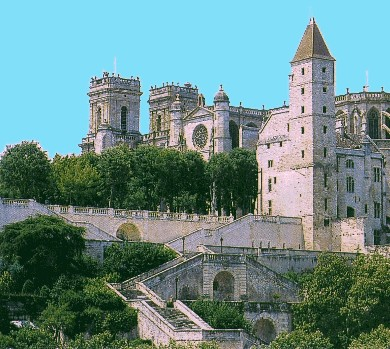
Auch y su catedral

Destacan los monumentos de la "Ciudad alta", así como los callejones en escalera. 
- Catedral de Santa María. La gran calidad de la piedra calcárea es uno de los elementos del prestigio arquitectural de su catedral.
- Ayuntamiento
- Torre de Armagnac
- Escalera Monumental
- Museo de los Jacobinos. Posee una excepcional colección de cerámica precolombina de la región de Nazca.

## Ciudades hermanadas
- Memmingen (Alemania)
- Calatayud (España)